# Charles Templon
Charles Templon (ur. 26 grudnia 1986 w Paryżu) – francuski aktor telewizyjny, filmowy i teatralny. 
Uczył się działalności gospodarczej, zanim przez trzy lata uczęszczał na kursy dramatu w Cours Florent. Swoje pierwsze kroki na deskach teatralnych stawiał występując w sztuce Sachy Guitry Dwa nakrycia (Deux Couverts). Potem pojawił się na szklanym ekranie w serialach: Komisarz Bastille (Commissariat Bastille, 2001) i Rodzinny dom (Famille d'accueil, 2002). Mając 17 lat trafił na duży ekran w filmie Pan Ibrahim i kwiaty koranu (Monsieur Ibrahim et les Fleurs du Coran, 2003) u boku Omara Sharifa i Isabelle Adjani. Wystąpił również w kilku reklamach i grał drugoplanowe role w takich serialach jak Komisarz Valencia (Commissaire Valence, 2004) czy Josephine, anioł stróż (Joséphine, ange gardien, 2004). 

## Wybrana filmografia

### Filmy fabularne
- 2005: Espace détente jako Jason Convenant
- 2010: Thelma, Louise i Chantal (Thelma, Louise et Chantal)
- 2010: Bang Bang

### Seriale TV
- 2004: Józefina, anioł stróż (Joséphine, ange gardien) jako Gabriel
- 2007: Odnaleźć Alice (Foudre) jako Alex Nelka
- 2008: Co za szczęście (Que du bonheur) jako Julien Cauvin
- 2008: Odnaleźć Alice (Foudre) jako Alex Nelka
- 2008: Duval i Moretti (Duval et Moretti) jako Stéphane
- 2010: Odnaleźć Alice (Foudre) jako Alex Nelka

### Filmy krótkometrażowe
- 2003: Martin
- 2006: Odpowiedz! (Répond!)
- 2007: Odmiana (Décroche)
- 2009: O której godzinie idziesz do domu? (A quelle heure tu rentres?)